# Fizylierzy (II wojna światowa)
Fizylierzy – rodzaj piechoty przeznaczonej w ramach większej jednostki do wspierania działań wojsk pancernych. 
W Związku Radzieckim oddziały fizylierów (tzw. awtomatczików, ros. автоматчики) utworzono na początku 1943 roku. Początkowo rekrutowano ich spośród żołnierzy jednostek piechoty sprowadzanej z azjatyckich obszarów ZSRR. Później w RKKA celowo organizowani byli (np. na szczeblu pułku i brygady) jako wsparcie dla oddziałów pancernych – tzw. desant piechoty, uzbrojeni indywidualnie w broń maszynową (pm typu PPSz, km DP). 
Niekiedy błędnie uważani za odpowiednik niemieckich grenadierów pancernych.
W przedwojennym wojsku polskim fizylierami nazywano w drużynie piechoty żołnierzy sekcji wyposażonej w broń maszynową (rkm). 